# Sibiryachka Bay
Die Sibiryachka Bay (englisch, russisch Бухта Сибирячка Buchta Sibirjatschka, deutsch ‚Sibirische Bucht‘) ist eine Bucht an der Küste des ostantarktischen Enderbylands. Sie liegt südlich des Kap Kossisty am Ostufer der Freeth Bay.
Luftaufnahmen entstanden 1956 bei einer Kampagne der Australian National Antarctic Research Expeditions sowie 1957 bei einer sowjetischen Antarktisexpedition, deren Wissenschaftler auch die Benennung vornahmen. Das Antarctic Names Committee of Australia übertrug diese 1972 ins Englische.